# 모리 빌딩

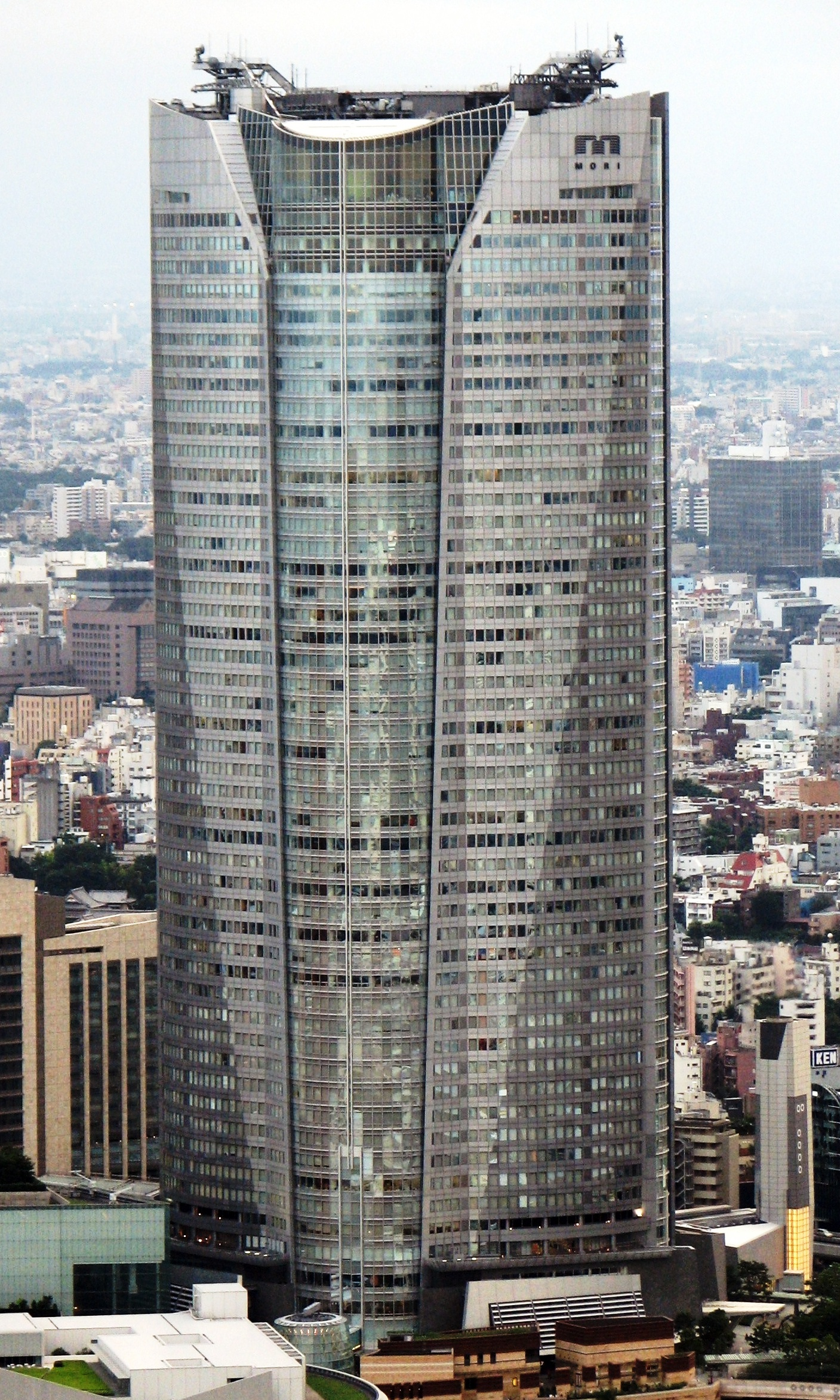
롯폰기 힐스 모리 타워 (본사)

모리 빌딩(일본어: 森ビル 모리비루[*], 영어: Mori Building Company, Ltd)은 도쿄도 미나토구에 위치한 도시 개발업체이자 부동산 회사이다. 대형 재개발 시설인 아크 힐스와 롯폰기 힐스, 상업 시설인 라포레 하라주쿠나 오모테산도 힐스의 운영 등으로 알려져있다. 다수의 관련 회사 · 관련 사업이 많은 모리 빌딩 그룹이었지만, 창업자였던 모리 다이기치로 사후 자취를 이은 두 형제의 불화로 인해 모리 트러스트로 분리 · 독립했다.